# Perinoia latifrons
Perinoia latifrons är en insektsart som beskrevs av Metcalf 1962. Perinoia latifrons ingår i släktet Perinoia och familjen spottstritar. Inga underarter finns listade i Catalogue of Life.